# Borzychy (gromada)
Borzychy (od 29 II 1956 Paplin) – dawna gromada, czyli najmniejsza jednostka podziału terytorialnego Polskiej Rzeczypospolitej Ludowej w latach 1954–1972.
Gromady, z gromadzkimi radami narodowymi (GRN) jako organami władzy najniższego stopnia na wsi, funkcjonowały od reformy reorganizującej administrację wiejską przeprowadzonej jesienią 1954 do momentu ich zniesienia z dniem 1 stycznia 1973, tym samym wypierając organizację gminną w latach 1954–1972.
Gromadę Borzychy z siedzibą GRN w Borzychach utworzono – jako jedną z 8759 gromad na obszarze Polski – w powiecie węgrowskim w woj. warszawskim, na mocy uchwały nr VI/10/22/54 WRN w Warszawie z dnia 5 października 1954. W skład jednostki weszły obszary dotychczasowych gromad Borzychy, Kalinowiec, Paplin i Wólka Paplińska ze zniesionej gminy Starawieś (Stara Wieś) w tymże powiecie. Dla gromady ustalono 13 członków gromadzkiej rady narodowej.
Gromadę zniesiono 29 lutego 1956 przez przeniesienie siedziby GRN z Borzych do Paplina ze zmianą nazwy jednostki na gromada Paplin.